# 长帮斗蛤
长帮斗蛤（学名：Pandora elongata），是笋螂目屠刀蛤科帮斗蛤属的一种。主要分布于中国大陆，常栖息在水深43米砂底。
其种加词“elongata”意为“长的”。